# Saut en hauteur aux championnats d'Europe d'athlétisme
Pour un article plus général, voir Championnats d'Europe d'athlétisme.
Le saut en hauteur masculin fait partie des épreuves inscrites au programme des premiers championnats d'Europe d'athlétisme, en 1934, à Turin. L'épreuve féminine fait son apparition lors de l'édition suivante, en 1938.
Avec trois médailles d'or remportées consécutivement de 2012 à 2016, l'Espagnole Ruth Beitia est l'athlète la plus titrée dans cette épreuve. L'Italien Gianmarco Tamberi détient quant à lui le record de victoires masculines avec trois titres également.
Les records des championnats d'Europe appartiennent chez les hommes à l'Italien Gianmarco Tamberi (2,37 m en 2024), et chez les femmes à la Belge Tia Hellebaut, la Bulgare Venelina Veneva et la Croate Blanka Vlašić (2,03 m).

## Palmarès

### Hommes
| Édition | Or                              | Argent                           | Bronze                        |
| ------- | ------------------------------- | -------------------------------- | ----------------------------- |
| 1934    | Kalevi Kotkas 2,00 m            | Birger Halvorsen 1,97 m          | Veikko Peräsalo 1,97 m        |
| 1938    | Kurt Lundqvist 1,97 m           | Kalevi Kotkas 1,94 m             | Lauri Kalima 1,94 m           |
| 1946    | Anton Bolinder 1,99 m           | Alan Paterson 1,96 m             | Nils Nicklén 1,93 m           |
| 1950    | Alan Paterson 1,96 m            | Arne Åhman 1,93 m                | Claude Bénard 1,93 m          |
| 1954    | Bengt Nilsson 2,02 m            | Jiří Lanský 1,98 m               | Jaroslav Kovár 1,96 m         |
| 1958    | Rickard Dahl 2,12 m (CR)        | Jiří Lanský 2,10 m               | Stig Pettersson 2,10 m        |
| 1962    | Valeriy Brumel 2,21 m (CR)      | Stig Pettersson 2,13 m           | Robert Shavlakadze 2,09 m     |
| 1966    | Jacques Madubost 2,12 m         | Robert Sainte-Rose 2,12 m        | Valeriy Skvortsov 2,09 m      |
| 1969    | Valentin Gavrilov 2,17 m        | Reijo Vähälä 2,17 m              | Erminio Azzaro 2,17 m         |
| 1971    | Kęstutis Šapka 2,20 m           | Csaba Dosa 2,20 m                | Rustam Akhmyetov 2,20 m       |
| 1974    | Jesper Törring 2,25 m           | Kestutis Sapka 2,25 m            | Vladimír Malý 2,19 m          |
| 1978    | Vladimir Yashchenko 2,30 m (CR) | Aleksandr Grigoryev 2,28 m       | Rolf Beilschmidt 2,28 m       |
| 1982    | Dietmar Mögenburg 2,30 m        | Janusz Trzepizur 2,27 m          | Gerd Nagel 2,24 m             |
| 1986    | Igor Paklin 2,34 m (CR)         | Sergey Malchenko 2,31 m          | Carlo Thränhardt 2,31 m       |
| 1990    | Dragutin Topić 2,34 m           | Aleksey Yemelin 2,34 m           | Georgi Dakov 2,34 m           |
| 1994    | Steinar Hoen 2,35 m (CR)        | Artur Partyka Steve Smith 2,33 m | non décernée                  |
| 1998    | Artur Partyka 2,34 m            | Dalton Grant 2,34 m              | Sergey Klyugin 2,32 m         |
| 2002    | Yaroslav Rybakov 2,31 m         | Stefan Holm 2,29 m               | Staffan Strand 2,27 m         |
| 2006    | Andrey Silnov 2,36 m (CR)       | Tomáš Janků 2,34 m               | Stefan Holm 2,34 m            |
| 2010    | Aleksandr Shustov 2,33 m        | Ivan Ukhov 2,31 m                | Martyn Bernard 2,29 m         |
| 2012    | Robert Grabarz 2,31 m           | Raivydas Stanys 2,31 m           | Mickaël Hanany 2,28 m         |
| 2014    | Bohdan Bondarenko 2,35 m        | Andriy Protsenko 2,33 m          | Jaroslav Bába 2,30 m          |
| 2016    | Gianmarco Tamberi 2,32 m        | Robert Grabarz 2,29 m            | Chris Baker Eike Onnen 2,29 m |
| 2018    | Mateusz Przybylko 2,35 m        | Maksim Nedasekau 2,33 m          | Ilya Ivanyuk 2,31 m           |
| 2022    | Gianmarco Tamberi 2,30 m        | Tobias Potye 2,27 m              | Andriy Protsenko 2,27 m       |
| 2024    | Gianmarco Tamberi 2,37 m (CR)   | Vladyslav Lavskyy 2,29 m         | Oleh Dorochtchouk 2,26 m      |

### Femmes
| Édition | Or                             | Argent                                | Bronze                                                  |
| ------- | ------------------------------ | ------------------------------------- | ------------------------------------------------------- |
| 1938    | Ibolya Csák 1,64 m             | Nelly van Balen-Blanken 1,64 m        | Feodora zu Solms 1,64 m                                 |
| 1946    | Anne-Marie Colchen 1,60 m      | Aleksandra Chudina 1,57 m             | Anne Iversen 1,57 m                                     |
| 1950    | Sheila Lerwill 1,63 m          | Dorothy Tyler-Odam 1,63 m             | Galina Ganeker 1,63 m                                   |
| 1954    | Thelma Hopkins 1,67 m (CR)     | Iolanda Balaş 1,65 m                  | Olga Modrachová 1,63 m                                  |
| 1958    | Iolanda Balaş 1,77 m (CR)      | Taisia Chenchik 1,70 m                | Dorothy Shirley 1,67 m                                  |
| 1962    | Iolanda Balaş 1,83 m (CR)      | Olga Gere 1,76 m                      | Linda Knowles 1,73 m                                    |
| 1966    | Taisia Chenchik 1,75 m         | Ludmila Komleva 1,73 m                | Jarosława Bieda 1,71 m                                  |
| 1969    | Miloslava Rezková 1,83 m (CR)  | Antonina Lazareva 1,83 m              | Mária Mračnová 1,83 m                                   |
| 1971    | Ilona Gusenbauer 1,87 m (CR)   | Cornelia Popescu 1,85 m               | Barbara Inkpen 1,85 m                                   |
| 1974    | Rosemarie Witschas 1,95 m (CR) | Milada Karbanová 1,91 m               | Sara Simeoni 1,89 m                                     |
| 1978    | Sara Simeoni 2,01 m (WR=)      | Rosemarie Ackermann 1,99 m            | Brigitte Holzapfel 1,99 m                               |
| 1982    | Ulrike Meyfarth 2,02 m (CR)    | Tamara Bykova 1,97 m                  | Sara Simeoni 1,97 m                                     |
| 1986    | Stefka Kostadinova 2,00 m      | Svetlana Isaeva 1,93 m                | Olga Turchak 1,93 m                                     |
| 1990    | Heike Henkel 1,99 m            | Biljana Petrović 1,96 m               | Yelena Yelesina 1,96 m                                  |
| 1994    | Britta Bilač 2,00 m            | Yelena Gulyayeva 1,96 m               | Nelė Žilinskienė 1,93 m                                 |
| 1998    | Monica Dinescu 1,97 m          | Donata Jancewicz 1,95 m               | Alina Astafei 1,95 m                                    |
| 2002    | Kajsa Bergqvist 1,98 m         | Marina Kuptsova 1,92 m                | Olga Kaliturina 1,89 m                                  |
| 2006    | Tia Hellebaut 2,03 m (CR)      | Venelina Veneva 2,03 m                | Kajsa Bergqvist 2,01 m                                  |
| 2010    | Blanka Vlašić 2,03 m (CR)      | Emma Green 2,01 m                     | Ariane Friedrich 2,01 m                                 |
| 2012    | Ruth Beitia 1,97 m             | Tonje Angelsen 1,97 m                 | Irina Gordeyeva Emma Green Tregaro Olena Holosha 1,92 m |
| 2014    | Ruth Beitia 2,01 m             | Mariya Kuchina 1,99 m                 | Ana Šimić 1,99 m                                        |
| 2016    | Ruth Beitia 1,98 m             | Airinė Palšytė Mirela Demireva 1,96 m | non décernée                                            |
| 2018    | Mariya Lasitskene 2,00 m       | Mirela Demireva 2,00 m                | Marie-Laurence Jungfleisch 1,96 m                       |
| 2022    | Yaroslava Mahuchikh 1,95 m     | Marija Vuković 1,95 m                 | Angelina Topić 1,93 m                                   |
| 2024    | Yaroslava Mahuchikh 2,01 m     | Angelina Topić 1,97 m                 | Iryna Gerashchenko 1,95 m                               |

## Records des championnats

### Hommes
| Performance | Athlète           | Lieu     | Date         | Record |
| ----------- | ----------------- | -------- | ------------ | ------ |
| 2,36 m      | Andrey Silnov     | Göteborg | 9 août 2006  |        |
| 2,37 m      | Gianmarco Tamberi | Rome     | 11 juin 2024 |        |

### Femmes
| Performance | Athlète                                             | Lieu               | Date                       |
| ----------- | --------------------------------------------------- | ------------------ | -------------------------- |
| 2,03 m      | Tia Hellebaut Venelina Veneva-Mateeva Blanka Vlašić | Göteborg Barcelone | 11 août 2006 1er août 2010 |